# قلمرو هامادا
قلمرو هامادا (به ژاپنی: 浜田藩, Hamada-han)، یک قلمرو فئودالی بود (هان (ژاپن)) تحت شوگون‌سالاری توکوگاوا در دوره ادو ژاپن، در منطقه کنونی استان شیمانه بود.